# Walter Thorburn
Sir Walter Thorburn (1842–1908) foi um industrial escocês e político do Partido Unionista Liberal que serviu como membro do Parlamento por Peebles e Selkirk na Câmara dos Comuns do Reino Unido de 1886 a 1906.

## Vida
Ele era o terceiro filho de Walter Thorburn, um banqueiro de Springwood, Peebles, e da sua esposa Jane Grieve, nascida em 22 de novembro de 1842. Ele tornou-se diretor da Walter Thorburn Bros, Ltd., fabricantes de lã e proprietário de terras. Ele foi nomeado cavaleiro na Lista de Honras de Ano Novo de 1900 e recebeu a insígnia de Cavaleiro Bacharel numa investidura a 9 de fevereiro de 1900 em Osborne House pela Rainha Vitória.
Thorburn morreu no dia 10 de novembro de 1908.

## Família
Thorburn casou-se em 1871 com Elizabeth Jackson Scott, filha de David Scott de Meadowfield, Duddingston. Eles tinham uma família de quatro filhos e seis filhas.